# Nis R. Nissen
Nis Rudolf Nissen (* 23. September 1925 in Neuendorf b. Elmshorn; † 15. Mai 2000 in Heide) war ein deutscher Historiker und Museumsdirektor.

## Leben
Nis R. Nissen studierte von 1946 bis 1952 die Fächer Geschichte, Germanistik und Philosophie in Hamburg. Sein Studium beendete er mit dem Ersten Staatsexamen für das höhere Lehramt in Geschichte und Deutsch. Nissen wurde 1952 mit der Dissertation „Die lauenburgischen Städte Ratzeburg, Mölln und Lauenburg im ausgehenden Mittelalter: Entstehung, Siedlung, wirtschaftlicher und sozialer Aufbau“ an der Universität Hamburg promoviert. Von 1964 bis zu seinem Ruhestand 1990 war er Direktor des Dithmarscher Landesmuseums in Meldorf. Daneben war er von 1976 bis 1993 Vorsitzender des Vereins für Dithmarscher Landeskunde.
1995 wurde er „in Anerkennung und Würdigung seiner Verdienste um das Museumswesen und seiner jahrzehntelangen hervorragenden Leistungen in den Bereichen Landeskunde sowie Landes- und Kulturgeschichte“ mit der Ehrenprofessur des Landes Schleswig-Holstein ausgezeichnet.
Nis R. Nissen war in erster Ehe mit der Journalistin Gerda Nissen (1929–1999) verheiratet. In zweiter Ehe war er mit der Lehrerin Wiebke Sophie Nissen (geb. Dirksen, 1962) verheiratet. Aus dieser Ehe gingen die vier Kinder hervor.

## Veröffentlichungen (Auswahl)
- mit Wolfgang Brandenburger: Barbier und Medikus. 750 Jahre Medizinalwesen im Herzogtum Lauenburg. Ratzeburg 1964 (= Schriftenreihe des Heimatbund und Geschichtsvereins Herzogtum Lauenburg, Band 11).
- Marne und seine Nachbarn Friedrichskoog, Sankt Michaelisdonn. Dithmarscher Presse-Dienst-Verlag, Heide 1973.
- Kaiserzeit auf dem Dorfe. Landleben um 1900. Dithmarscher Presse-Dienst-Verlag, Heide 1979, ISBN 3-88089-027-7.
- Meldorf: ein Führer durch die Stadt und ihre Geschichte.  Westholsteinische Verlagsanstalt Boyens, Heide 1980, ISBN 3-8042-0167-9.
- Kleine Geschichte Dithmarschens. Westholsteinische Verlagsanstalt Boyens, Heide 1986, ISBN 3-8042-0299-3.
- Landwirtschaft im Wandel. Westholsteinische Verlagsanstalt Boyens, Heide 1989, ISBN 3-8042-0450-3.
- Hanse. Westholsteinische Verlagsanstalt Boyens, Heide 1994, ISBN 3-8042-0646-8.
- Staat und Kirche in Dithmarschen. Westholsteinische Verlagsanstalt Boyens, Heide 1994, ISBN 3-8042-0665-4.